# Flourish (ツール)
Flourish（フラリッシュ）は、簡単にクオリティの高いデータの可視化（データビジュアライゼーション）を実現することができるウェブサービス。評価、教育用で一般公開のものは無料で使用可能。personal、Business Liteなどのプライスプランもある。

## 概要
プロジェクトにデータを入力またはインポートすることで、様々なデータを視覚化することができる。主にチャンネル登録者数ランキング、フォロワー数ランキングなど、ランキングを推移した動画を作るために使われている。YouTubeではこのような動画が数多く投稿されている。